# پیر ژولیوه
پیر ژولیوه (فرانسوی: Pierre Jolivet‎؛ زادهٔ ۹ اکتبر ۱۹۵۲) یک هنرپیشه، کارگردان فیلم و فیلم‌نامه‌نویس اهل فرانسه است. وی از سال ۱۹۵۸ میلادی تاکنون مشغول فعالیت بوده‌است.
از فیلم‌ها یا برنامه‌های تلویزیونی که وی تهیه‌کنندگی و نویسندگی آن را برعهده داشته است می‌توان به آخرین نبرد اشاره کرد.